# Les Poings contre les murs
Cet article possède un paronyme, voir La Tête contre les murs.
Pour plus de détails, voir Fiche technique et Distribution.
Les Poings contre les murs (Starred Up) est un film dramatique britannique de David Mackenzie sorti en 2013.
Écrit par Jonathan Asser, il est basé sur son expérience en tant que psychologue volontaire dans la prison de Wandsworth, avec des criminels parmi les plus violents du pays,. Le titre original Starred Up fait référence au terme utilisé dans les établissements pénitentiaires lorsqu'un jeune criminel venant d'un centre de détention pour mineurs est transféré avant l'âge minimum dans une prison pour personnes majeures.
Le film a été présenté en première mondiale lors du festival international du film de Toronto en septembre 2013.

## Synopsis
Le film retrace l'histoire d'Eric, un jeune garçon violent qui va être transféré dans une prison pour adultes. Là, il va tenter de se faire respecter par les autres détenus et les surveillants. Mais il va surtout tenter de contrôler ses pulsions grâce à Oliver, le psychologue du centre, et rencontrer un homme, Neville, qui va se révéler être son père.

## Fiche technique
- Titre original : Starred Up
- Titre français : Les Poings contre les murs
- Réalisation : David Mackenzie
- Scénario : Jonathan Asser
- Musique :  Tony Doogan et David Mackenzie
- Direction artistique : Tom McCullagh
- Costumes : Susan Scott
- Montage : Nick Emerson et Jake Roberts
- Photographie : Michael McDonough
- Son : Joakim Sundström
- Production : Gillian Berrie
- Sociétés de production : Sigma Films, Film4, Lipsync Productions, Quickfire Films
- Sociétés de distribution : Wild Side Films, Le Pacte (France)
- Budget : 20 000 000 $[réf. nécessaire]
- Pays de production :  Royaume-Uni
- Langue originale : anglais
- Format : couleur - 2,35:1 - son Dolby Digital
- Genre : drame
- Durée : 106 minutes
- Dates de sortie :
  - États-Unis : 30 août 2013 (Festival du film de Telluride)
  - Royaume-Uni : 21 mars 2014
  - France : 4 juin 2014
- Classification : interdiction aux moins de 12 ans avec avertissement à sa sortie en salles en France

## Distribution

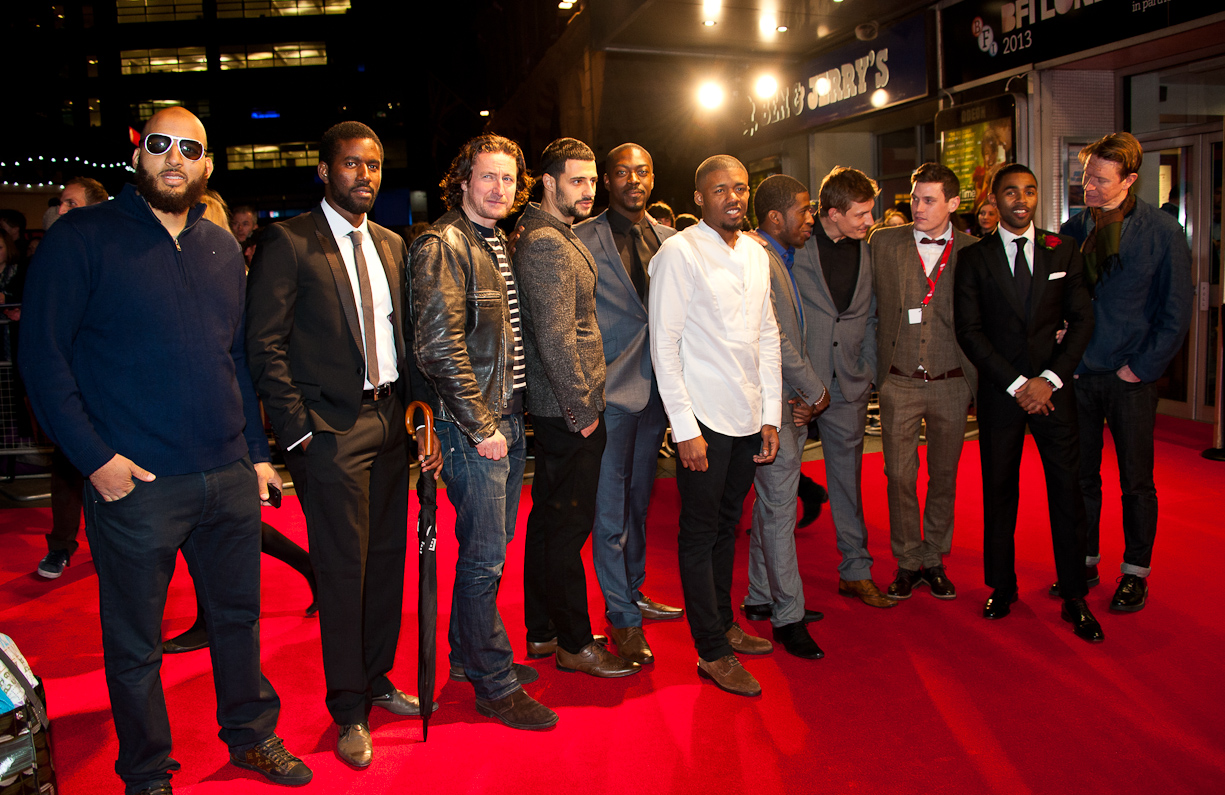
L'équipe du film au festival du film de Londres 2013.

- Jack O'Connell (VF : Donald Reignoux) : Eric Love
- Rupert Friend (VF : Damien Witecka) : Oliver Baumer
- Ben Mendelsohn (VF : Gérard Berner) : Neville Love
- Sam Spruell (VF : Edgar Givry) : Deputy Governor Hayes
- Anthony Welsh (VF : Marc Perez) : Hassan
- Peter Ferdinando (VF : Patrick Mancini) : Dennis Spencer
- Raphael Sowole (VF : Bernard Métraux) : Jago
- Sian Breckin (VF : Céline Duhamel) : le gouverneur Cardew
- Ashley Chin (VF : Diouc Koma) : Ryan
- Gilly Gilchrist : l'officier principal Scott
- David Ajala : Tyrone
- Duncan Airlie James : l'officier White
- Gershwyn Eustache Jnr : Des
- Tommy McDonnell : Officer Self
- Frederick Schmidt : Officer Gentry

Sources et légende : Version française (VF) sur RS Doublage, Symphonia Films et AlloDoublage

## Distinctions

### Récompenses
- Festival du film de Londres 2013 : Best British Newcomer pour Jonathan Asser
- Festival de cinéma européen des Arcs 2013 :
  - Prix du jury[6]
  - Prix d'interprétation masculine pour Jack O'Connell[6]
- British Independent Film Awards 2013 : meilleur acteur dans un second rôle pour Ben Mendelsohn
- Festival international du film de Dublin 2014 : meilleur acteur pour Jack O'Connell

- Chicago Film Critics Association Awards 2014 :  meilleur espoir pour Jack O'Connell (également pour Invincible)
- National Board of Review Awards 2014 :
  - Top 2014 des meilleurs films
  - Meilleur espoir pour Jack O'Connell (également pour Invincible)
- Prix du cinéma européen 2014 : Meilleur ingénieur du son

### Nominations et sélections
- Festival du film de Telluride 2013
- Festival international du film de Toronto 2013 : sélection « Special Presentations »
- Festival du film de Tribeca 2013

- British Independent Film Awards 2013[7] :
  - Meilleur film
  - Meilleur acteur dans un premier rôle pour Jack O'Connell
  - Meilleur acteur dans un second rôle pour Rupert Friend
  - Meilleur réalisateur pour David Mackenzie
  - Meilleur scénario pour Jonathan Asser